# Zalevkî, Smila
Zalevkî (în ucraineană Залевки) este o comună în raionul Smila, regiunea Cerkasî, Ucraina, formată numai din satul de reședință.

## Demografie
Componența lingvistică a comunei Zalevkî
     Ucraineană (93,4%)
     Rusă (6,09%)
     Alte limbi (0,51%)
Conform recensământului din 2001, majoritatea populației comunei Zalevkî era vorbitoare de ucraineană (93,4%), existând în minoritate și vorbitori de rusă (6,09%).